# Magnus Kaastrup
Magnus Kaastrup, né le 28 décembre 2000 à Virring au Danemark, est un footballeur danois qui évolue au poste d'ailier gauche au AGF Aarhus.

## Biographie

### En club
Magnus Kaastrup est formé à l'AGF Aarhus. C'est avec ce club qu'il fait ses débuts professionnels, jouant son premier match le 14 juillet 2017, lors d'une rencontre de Superligaen, l'élite du football danois, face à l'AC Horsens. Il entre en jeu à la place de Jakob Ankersen et son équipe s'incline par deux buts à un. Avec cette apparition, à 16 ans et 198 jours, il devient le plus jeune joueur à jouer un match de première division danoise pour le club.
Il inscrit son premier but en professionnel le 26 septembre 2018, lors d'une rencontre de coupe du Danemark face à Aarhus Fremad. Il se distingue ce jour-là en délivrant également trois passes décisives en plus de son but, contribuant à la nette victoire de son équipe par cinq buts à un.
En septembre 2019, il est prêté pour une saison au Borussia Dortmund, où il joue avec l'équipe réserve. En mars 2020, il prolonge son contrat jusqu'en 2020 avec l'AGF.
Le 1er février 2021, il s'engage en faveur du Lyngby BK. Il joue son premier match lors d'une rencontre de Superligaen, le 7 février 2021, contre son club formateur, l'AGF Aarhus. Lyngby s'incline par un but à zéro ce jour-là. Le 1er mars 2021, il marque son premier but sous ses nouvelles couleurs, lors d'une victoire face à SønderjyskE, en championnat (1-4 score final).
Le 30 août 2023, Magnus Kaastrup rejoint les Pays-Bas afin de s'engager en faveur du VVV Venlo sous la forme d'un prêt d'une saison. Le club dispose d'une option d'achat sur le joueur.

### En sélection
Magnus Kaastrup représente l'équipe du Danemark des moins de 17 ans de 2016 à 2017, jouant un total de treize matchs pour deux buts.